# Плужица
Плужица (пол. Płużyca) — польский дворянский герб.

## Описание
В зелёном поле серебряный плуг, окаймленный в дерево натурального цвета.
На щите дворянский коронованный шлем. Нашлемник: золотой сноп. Намёт на щите зелёный, подложенный золотом.

## Герб используют
Юрий-Вениамин Флят (pl:Jerzy Beniamin Flatt; 1768—1860), г. Плужица, директор Агрономического института в Мокотове, жалован 31.03.1848 дипломом на потомственное дворянское достоинство Царства Польского.